# Trixoscelis laeta
Trixoscelis laeta är en tvåvingeart som först beskrevs av Becker 1907.  Trixoscelis laeta ingår i släktet Trixoscelis och familjen myllflugor. Inga underarter finns listade i Catalogue of Life.